# Slussen (tunnelbanestation)
Slussen är en  station på Stockholms tunnelbanas gröna och röda linje vid Slussen på Södermalm i Stockholms innerstad. Stationen utgör en kollektivtrafikknutpunkt tillsammans med Saltsjöbanans ändstation, en bussterminal för SL:s busstrafik mot Nacka och Värmdö, och anslutningar till många av innerstadens busslinjer vid hållplatser på Katarinavägen och Södermalmstorg.
Slussen har 138 300 påstigande resenärer per dag och är därmed Stockholms näst största kollektivtrafikknutpunkt efter T-Centralen.

## Historik
Tunnelbanestationen i sin första och enklaste form invigdes av konung Gustaf V den 1 oktober 1933. Den var ändstation för de spårvagnar som gick i tunnel från Skanstull. Benämningen var redan då tunnelbanan.
Den 1 oktober 1950 byggdes spårvägstunneln om till "riktig" tunnelbana. Slussen förblev ändstation för den södra tunnelbanan fram till 1957, då sträckan Slussen–Hötorget invigdes. Stationen är nollpunkt för kilometerräkning på den gröna och röda linjen, det vill säga det är härifrån alla avstånd räknas.
På 1960-talet byggdes stationen om och blev underjordisk med fyra spår samt en ny utgång mot Götgatan inför öppnandet av Röda linjen 1964.

## Tunnelbana

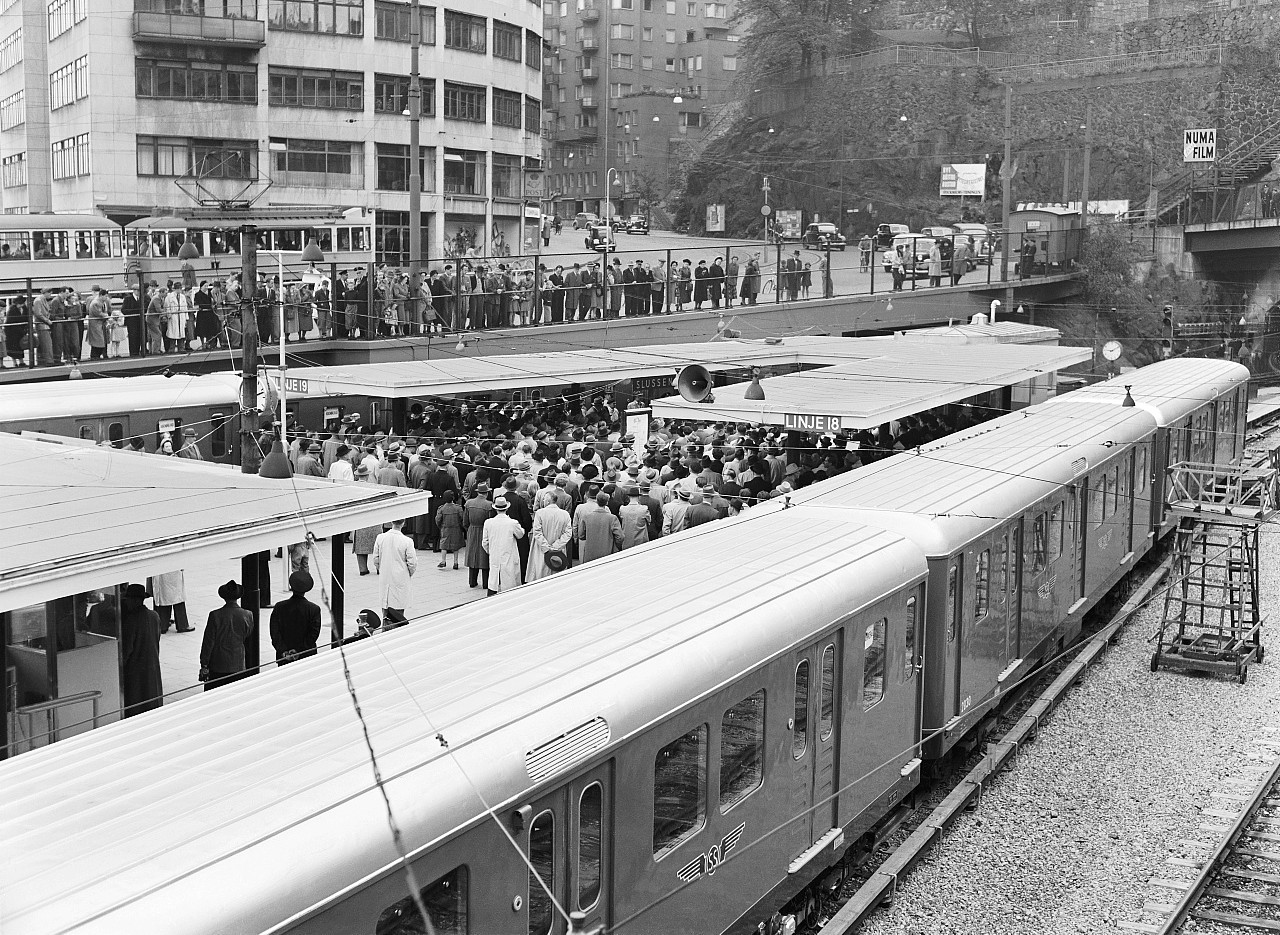
T-bana, Slussen vid invigningen 1950

Stationen ligger mellan Gamla stan och Medborgarplatsen samt Mariatorget. Plattformarna är belägna under Ryssgården, 7–24 meter under marken. Den västra plattformen anlöps av tåg norrut, och den östra av södergående tåg. Stationen har tre biljetthallar med ingångar från Södermalmstorg, Götgatan 17, samt från Saltsjöbanan och bussterminalen. Tunnelbanestationen har 81 300 påstigande resenärer per dag, näst mest i tunnelbanenätet. Många byter mellan röda och gröna linjen här om de ska fortsätta i samma riktning. På T-Centralen är det trappor för de som vill byta så, men inte på Slussens station.
Konstnärlig utsmyckning i den södra biljetthallen: Väggdekoren "Entre 70 öre" av Astor och Birger Forsberg 1965. I gången upp mot Götgatan finns väggdekor i emaljerad plåt och sten av Sune Fogde, 1965. Mellan plattformarna finns genombrutna blå skärmar med triangelmönster av Bengt Rafael Sundberg, 1990. I biljetthallen mot Ryssgården finns glasmålningen "Ur spår" av Harald Lyth, 1983.

### Tillfällig stationsbyggnad
Den 4 juni 2018 öppnades den tillfälliga tunnelbaneentrén på Södermalmstorg mittemot den befintliga. Anledning till bygget av ett tillfälligt stationshus är att den befintliga tunnelbaneentrén inte ensam klarar av den ökade mängden resenärer till och från den tillfälliga bussterminalen som står klar på Stadsgården våren 2018. Läget på den tillfälliga entrén ligger ovanför trapporna som leder från Slussens perrong till den befintliga bussterminalen som kommer att rivas. Stationshuset är en limträkonstruktion med fasader i sträckmetall.

## Saltsjöbanan

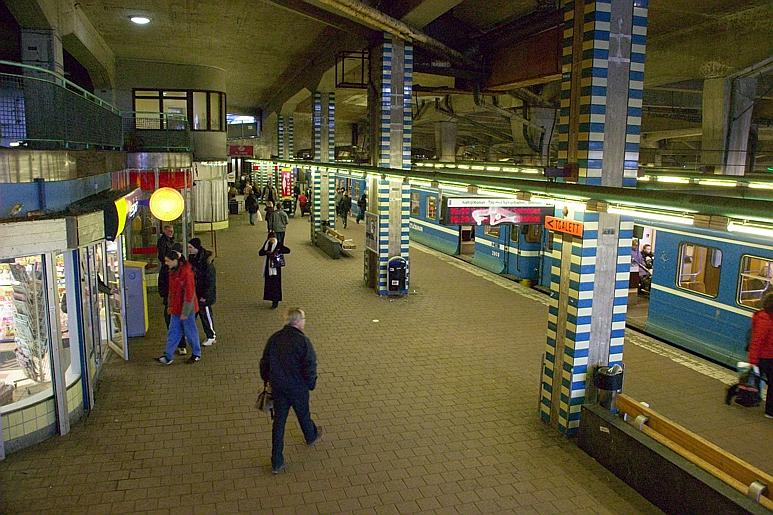
Saltsjöbanans slutstation på Slussen, april 2009 (för närvarande stängd).

År 1936 flyttades Saltsjöbanans ändstation från Stadsgården till Slussen. Den stationen hette ursprungligen formellt Stockholm–Saltsjöbanan, men populärnamnet Slussen blev helt officiellt sedan SL tagit över driften. Stationen var mycket enkel och bestod endast av ett spår med en stoppbock. Från stationen upp till gatuplanet togs år 1936 Stockholms första rulltrappa i offentlig miljö i bruk. Den revs 1987 sedan den stått stilla efter 1975. Då var den helt utsliten och förbindelsen gick i stället genom tunnelbanestationen. Katarinahissen har sitt nedersta plan i anslutning till stationen. Saltsjöbanans station hade 6 200 påstigande resenärer per dag.

## Bussterminalen
I anslutning till Saltsjöbanans station fanns tidigare en mindre bangård för växling av godsvagnar till hamnspåren. Denna revs i början av 1970-talet och hit förlades bussterminalen för all busstrafik från Stockholm ut till Nacka och Värmdö. Denna trafik fick därmed en centralt belägen terminal med anslutning till tunnelbana. Bussarna hade tidigare sin ändhållplats vid Tjärhovsplan. Bussterminalen har 49 000 påstigande resenärer per dag och det är den största bussterminalen i Stockholm och i Sverige.

## Tidigare utbyggnadsplaner

### Tvärbana Ost
Det fanns planer på att låta Saltsjöbanan och Tvärbanan få en ny gemensam sträckning från Henriksdals station till Slussen. Då skulle en ny station för dessa banor byggas i en del av det nuvarande garaget i Katarinaberget och få en ny gångförbindelse till tunnelbanan. Denna plan är sedan 2012 ersatt med planen på en tunnelbanegren till Nacka samt utbyggnaden av Tvärbanan till Sickla station.

### Citybanan
I planeringen av Citybanan fanns även ett förslag att anlägga en ny pendeltågsstation vid Slussen. Detta utgick dock till förmån för en rakare sträckning från den befintliga Södra station. Ett förslag att förlänga Saltsjöbanan till Södra station har också utgått.

## Bilder

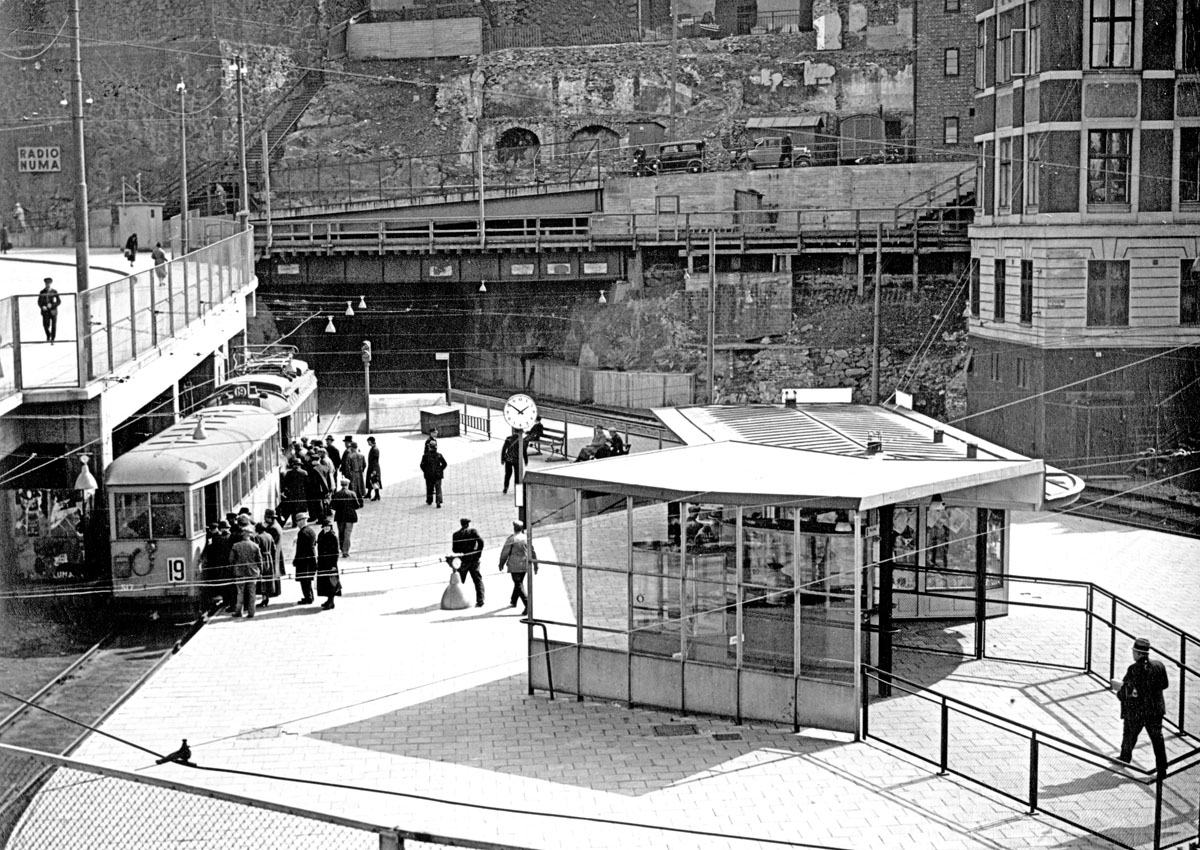
Spårvagnshållplats Slussen 1933
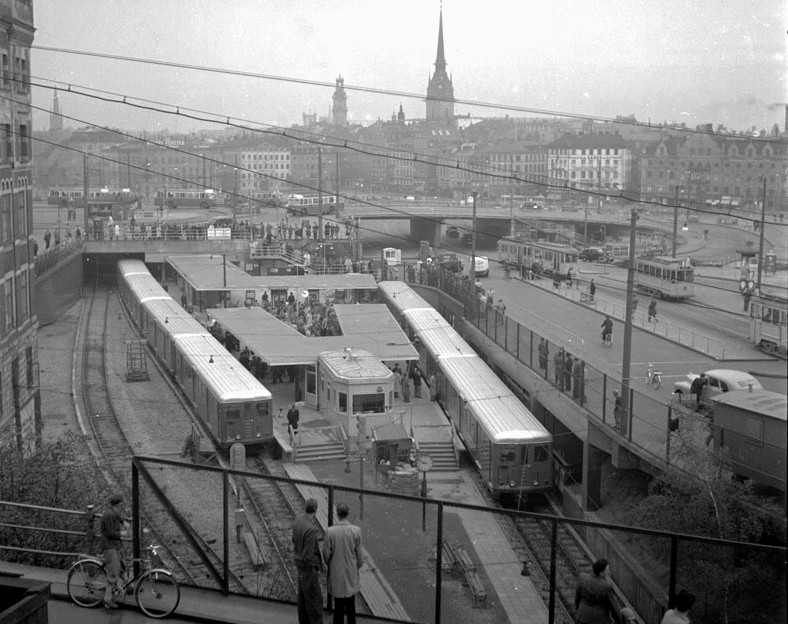
Tunnelbanestation Slussen 1950
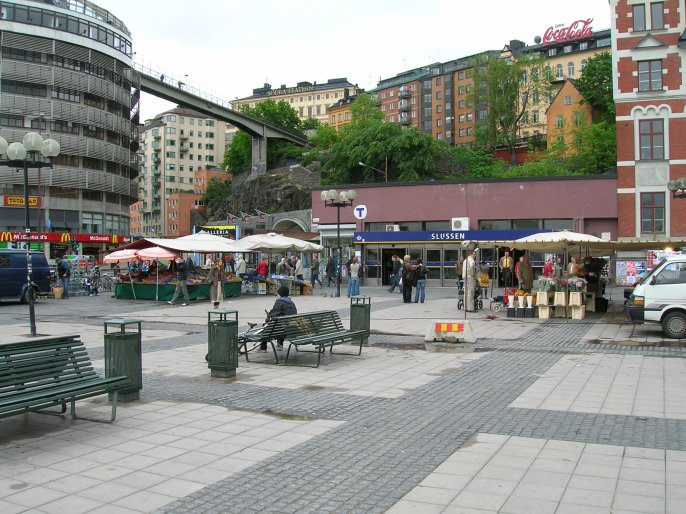
Entré från Södermalmstorg
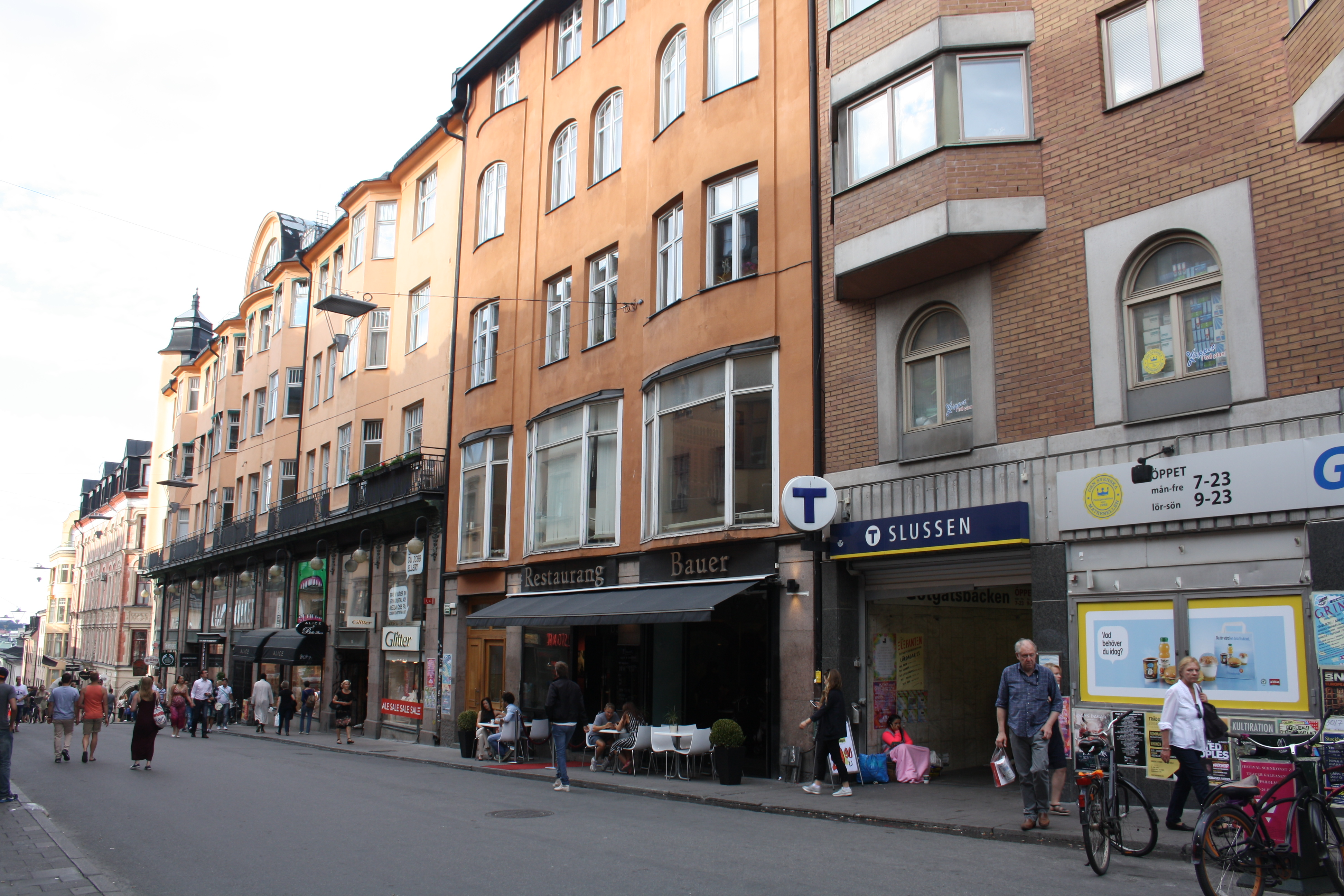
Entré från Götgatan öppnad 1964
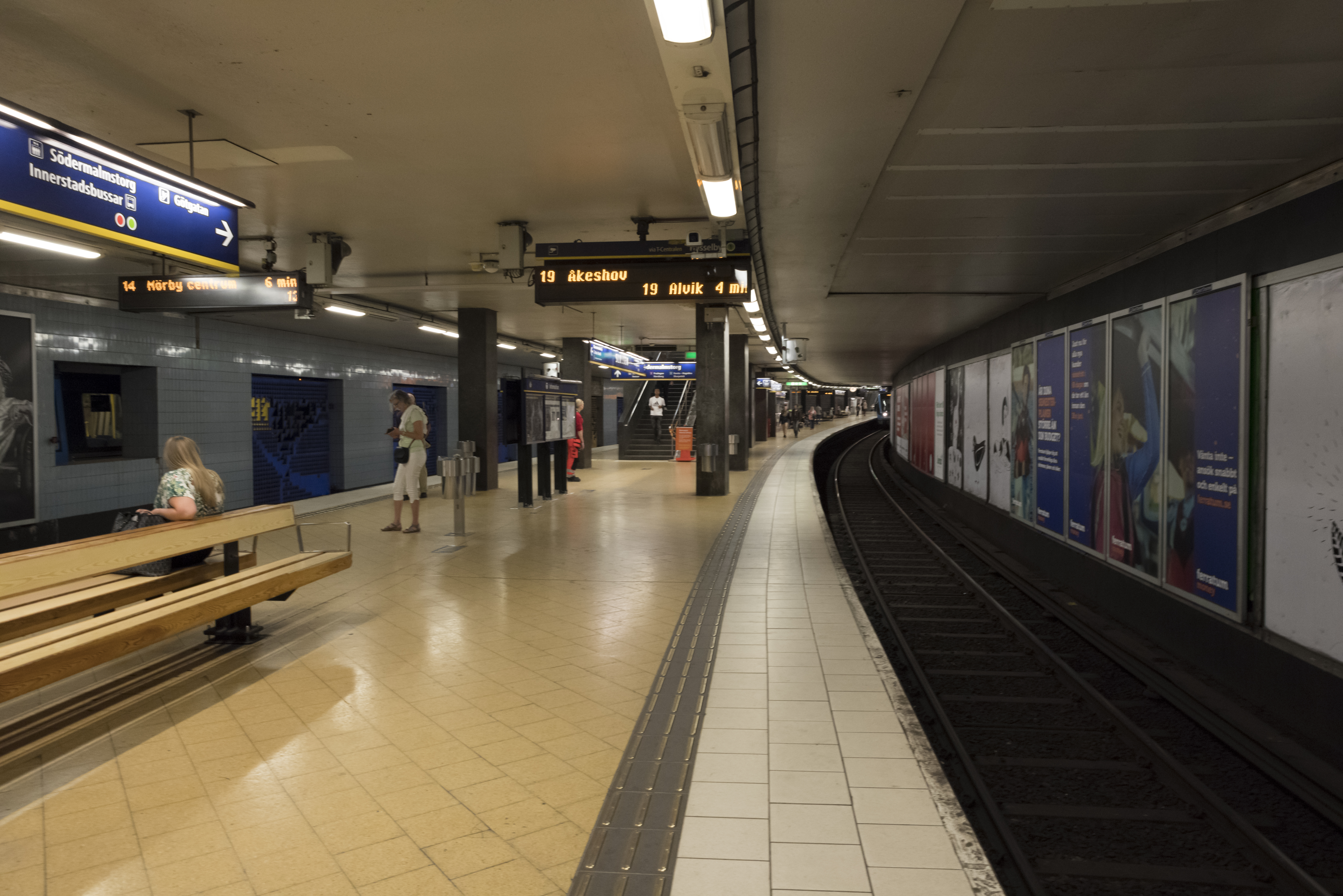
Perrong för norrgående tåg på Röda och Gröna linjen
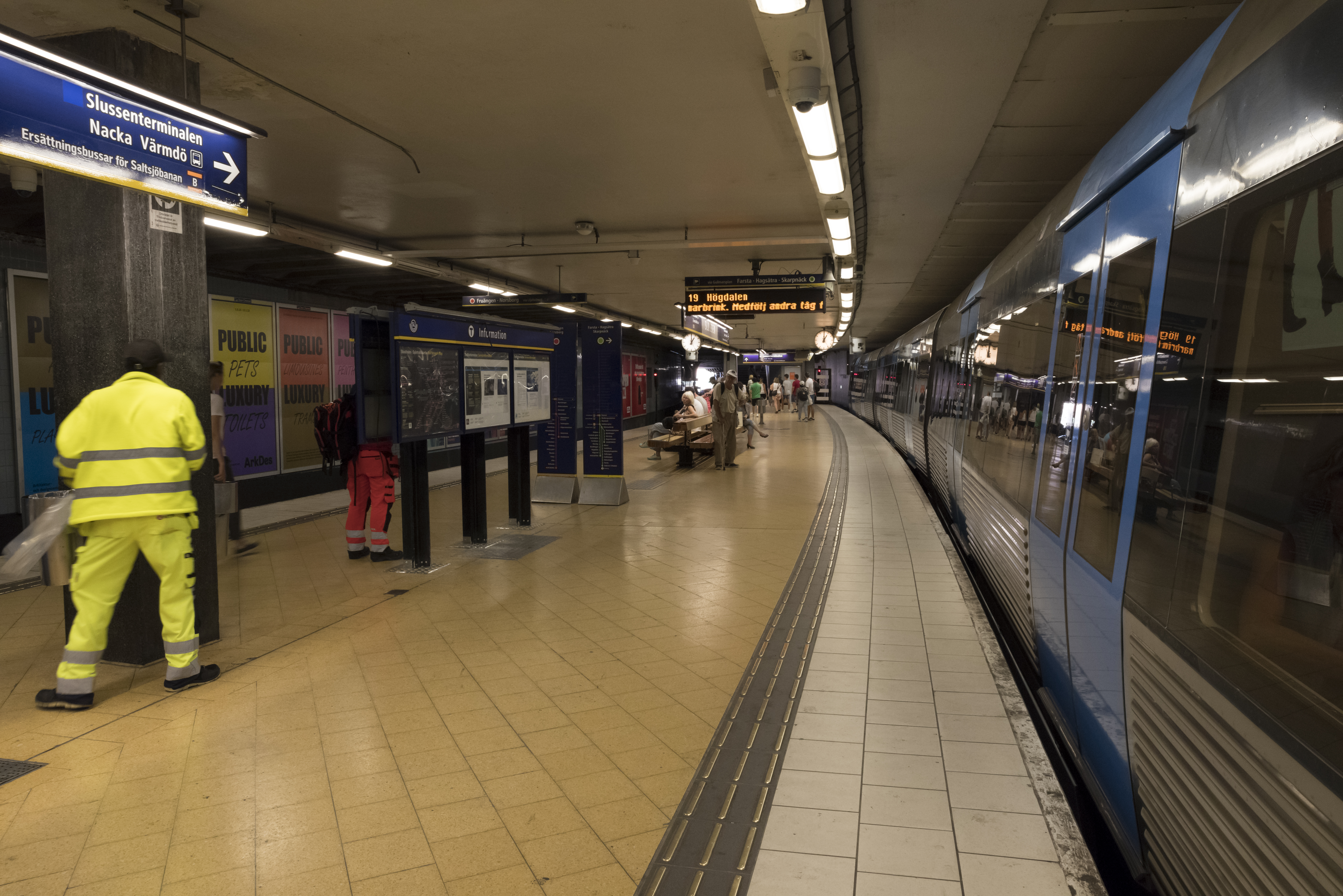
Perrongen för södergående tåg på Röda samt Gröna linjen
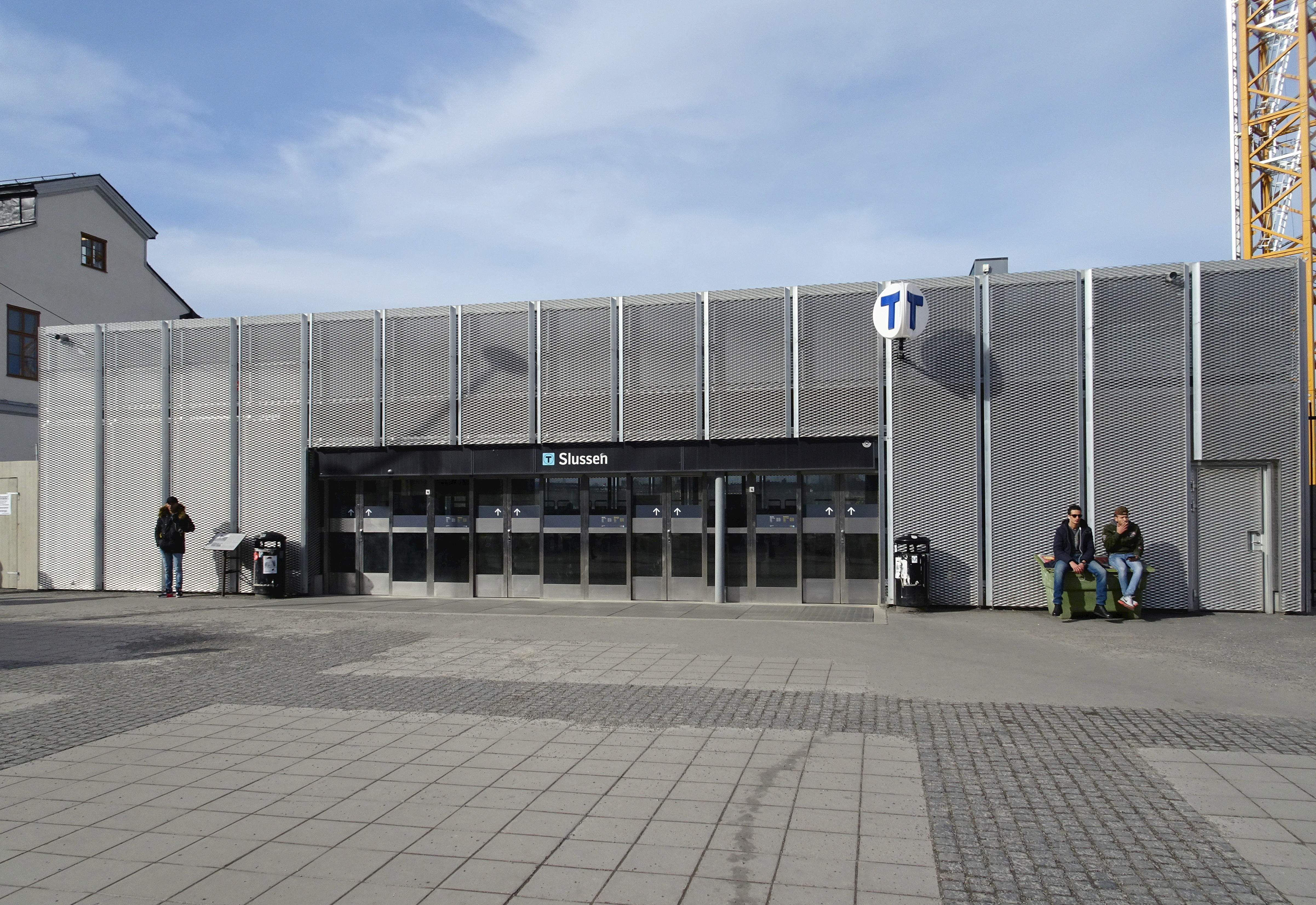
T-banans provisoriska entré från Södermalmstorg.